# Otacilia clavata
Espèce
Synonymes
- Phrurolithus clavatus Yao, Irfan & Peng, 2019

Otacilia clavata est une espèce d'araignées aranéomorphes de la famille des Phrurolithidae.

## Distribution
Cette espèce est endémique du Hunan en Chine,. Elle se rencontre dans le district de Wulingyuan.

## Description
Le mâle holotype mesure 2,13 mm et la femelle paratype 2,86 mm.

## Publication originale
- Yao, Irfan & Peng, 2019 : Three new species of Phrurolithus Koch, 1839 (Araneae, Phrurolithidae) from Wuling Mountain, China. Journal of Asia-Pacific Biodiversity, vol. 12, no 2, p. 173-180.